# Zamia katzeriana
Zamia katzeriana — вид голонасінних рослин класу Саговникоподібні (Cycadopsida).

## Поширення, екологія
Цей вид є ендеміком штатів Чьяпас і Табаско Мексики. Росте в тропічних лісах і широколистяних вічнозелених лісах. Ця рослина листяна.

## Загрози й охорона
Рослини захищені в англ. Ocote Biosphere Reserve.